# Семёнов, Николай Иванович (полный кавалер ордена Славы)
Семёнов Николай Иванович (1915—1998) — участник Великой Отечественной войны, полный кавалер ордена Славы.

## Биография
Николай Иванович родился 12 июля 1915 года в деревне Чистопольские Выселки Чистопольского уезда Казанской губернии (совр. Чистопольский район) в селе крестьянина. Русский. Окончил 7 классов. Работал бойцом охраны на судоремонтном заводе. Служил в рядах Красной Армии с 1937 по 1939 годы.
С апреля 1942 года командир отделения взвода ПТР 1086-го стрелкового полка (323-я стрелковая дивизия, 33-я армия, 1-й Белорусский фронт). Старший сержант Семенов Н. И. 24 июня 1944 года при прорыве обороны противника на р. Друть у деревни Озераны (Рогачевский район Гомелевской области, Белоруссия) с бойцами форсировал реку, в числе первых ворвался в траншею врага, уничтожил 2 гитлеровцев, 3 захватил в плен и доставил в штаб батальона. 13 ноября 1944 года награждён орденом Славы III степени.
17 апреля 1944 года помощник командира взвода стрелковой роты старший сержант Семенов Н. И. и его подчиненные в числе первых форсировали реку Одер севернее города Фюрстенберн (Германия), захватил траншею противника, уничтожили пулеметный расчет. Семенов Николай Иванович в третьей траншее сразил более 10 гитлеровцев. 31 мая 1945 года награждён орденом Славы II степени.
14 января 1945 года сержант Семенов Николай Иванович в бою при прорыве обороны противника на р. Висла (15 км сев. г. Юзефув, Польша), командуя отделением взвода ПТР, пробрался в тыл врага, уничтожил три пулеметной точки, подбил одну автомашину, чем способствовал захвату двух его пушек. 21 февраля 1945 года награждён орденом Славы I степени.
В мае 1945 года демобилизован. Вернулся в родную деревню, затем проживал в городе Чистополе. Работал на трикотажной фабрике помощником мастера.
Умер 9 февраля 1998 года в Чистополе.

## Награды
Кроме орденов Славы, Николай Иванович награждён орденами Отечественной войны 1 степени и Красной звезды, а также медалями.